# Bundesstraße 169
Pour les articles homonymes, voir Route 169.
La Bundesstraße 169 est une Bundesstraße des Länder de Brandebourg et de Saxe.

## Histoire
La section entre Chemnitz et Stollberg est élargie en 1823 pour une devenir une chaussée.
La Reichsstraße 169 entre Cottbus et Plauen-Kleinfriesen est créée en 1937. Elle passe par Großfriesen et rejoint la route actuelle. À partir de Neuensalz, la RDA la reconstruit. Les documents de planification montrent que les travaux de construction sont réalisés au début des années 1970. Elle porte alors le nom de Fernverkehrsstraße 169.
À compter du 1er janvier 2016, le tronçon entre la Bundesautobahn 72 à Niederdorf et la Bundesstraße 173 à Südring, quartier de Chemnitz, est déclassé en Landesstraßen 257 et 258.

## Source
- (de) Cet article est partiellement ou en totalité issu de l’article de Wikipédia en allemand intitulé « Bundesstraße 169 » (voir la liste des auteurs).

1. ↑  (de) « Die Bundes- und Reichsstraßen in Deutschland - Nr. 166 bis 327 » [archive du 18 février 2009], sur home.arcor.de (consulté le 16 juillet 2025)